# Oleksandr Moroz

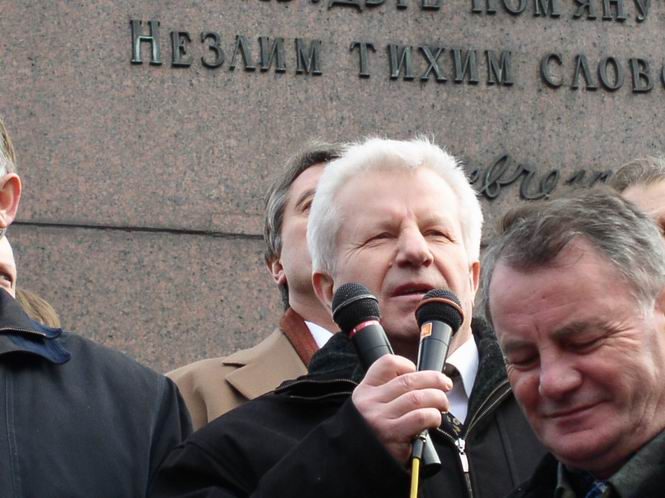
Oleksandr Moroz în 2003

Oleksandr Oleksandrovici Moroz (Олександр Олександрович Мороз) (n. 29 februarie 1944) este un politician ucrainean și fost președinte al Radei Supreme (parlamentul național). A deținut acest post între 1994 și 1998, și din 6 iulie 2006 până în decembrie 2007. Moroz face parte din Partidul Socialist al Ucrainei, al patrulea cel mai mare partid parlamentar.
1. ↑  Oleksandr Moros, Munzinger Personen, accesat în 9 octombrie 2017
2. ↑   http://static.rada.gov.ua/zakon/new/NEWSAIT/DEPUTAT1/spisok1.htm Lipsește sau este vid: |title= (ajutor)